# Duodecima (hudba)
Duodecima (z lat. duodecimus – dvanáctý) je hudební interval skládající se z oktávy a kvinty. V rovnoměrně temperovaném ladění obsahuje duodecima 19 půltónů. V harmonii a kontrapunktu se s duodecimou zachází takřka stejným způsobem jako s kvintou. Poměr frekvencí duodecimy je 3:1, do tohoto intervalu přefukují některé dechové nástroje, například klarinet.